# Кяпла
Кя́пла (ест. Käpla küla) — село в Естонії, у волості Рідала повіту Ляенемаа.

## Населення
Чисельність населення на 31 грудня 2011 року становила 33 особи.

## Географія
Через село проходить дорога 16111 (Паріла — Кійдева).

## Історія
До 1977 року населений пункт існував як поселення Кяпла (Käpla asundus). Під час адміністративної реформи 1977 року поселення отримало статус села і нову назву — Кябла (Käbla küla). З січня 1998 року селу повернули назву Кяпла.